# Hell in a Cell (2022)
Hell in a Cell (2022) — четырнадцатое по счёту шоу Hell in a Cell, премиальное живое шоу производства американского рестлинг-промоушна WWE. Шоу прошло 5 июня 2022 года на «Олстейт-арена» в пригороде Чикаго Розмонте, Иллинойс, США. Шоу транслировалось по системе pay-per-view (PPV) по всему миру и доступно для трансляции через Peacock в США и WWE Network на международном рынке.
На шоу было проведено семь матчей. В главном событии Коди Роудс победил Сета «Фрикин» Роллинса в матче «Ад в клетке».

## Результаты
| №                               | Результаты                                                                                        | Условия                                                      | Время |
| ------------------------------- | ------------------------------------------------------------------------------------------------- | ------------------------------------------------------------ | ----- |
| 1                               | Бьянка Белэр (с) победила Аску и Бекки Линч                                                       | Матч «Тройная угроза» за титул чемпиона WWE Raw среди женщин | 18:55 |
| 2                               | Бобби Лэшли победил Омоса и MVP                                                                   | Гандикап-матч                                                | 8:25  |
| 3                               | Кевин Оуэнс победил Иезекииля                                                                     | Одиночный матч                                               | 9:20  |
| 4                               | «Судный день» (Эдж, Дамиан Прист и Реа Рипли) победили Эй Джей Стайлза, Финна Балора и Лив Морган | Смешанный командный матч шести человек                       | 16:00 |
| 5                               | Мэдкэп Мосс победил Хэппи Корбина                                                                 | Матч без правил                                              | 12:05 |
| 6                               | Тиори (с) победил Мустафу Али                                                                     | Одиночный матч за титул чемпиона Соединённых Штатов WWE      | 10:25 |
| 7                               | Коди Роудс победил Сета «Фрикин» Роллинса                                                         | Матч «Ад в клетке»                                           | 24:20 |
| - (ч) – чемпион на начало матча |                                                                                                   |                                                              |       |

## Оценки
WWE сообщила в Твиттере, что это шоу стало самым просматриваемым Hell in a Cell в истории WWE. Дэйв Мельтцер из Wrestling Observer Newsletter оценил главное событие между Сетом Роллинсом и Коди Роудсом на пять звезд, что стало первым матчем основного ростера WWE с 2011 года, получившим такую оценку. Главное событие также было признано матчем года по версии WWE и PWI в 2022 году.